# Ammoconia senex
Ammoconia senex är en fjärilsart som beskrevs av Charles Andreas Geyer 1834. Ammoconia senex ingår i släktet Ammoconia och familjen nattflyn. Inga underarter finns listade i Catalogue of Life.